# Kathedrale von Astorga

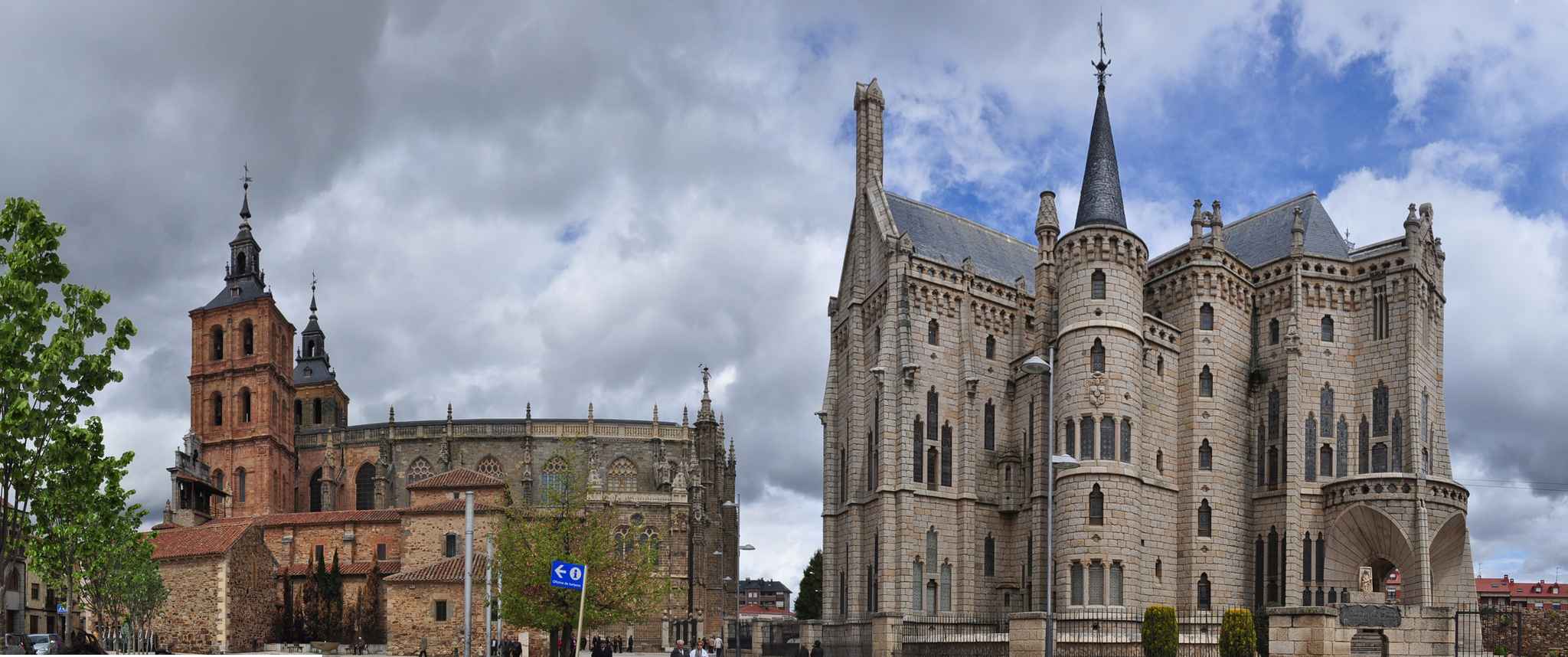
Kathedrale und Bischofspalast von Astorga

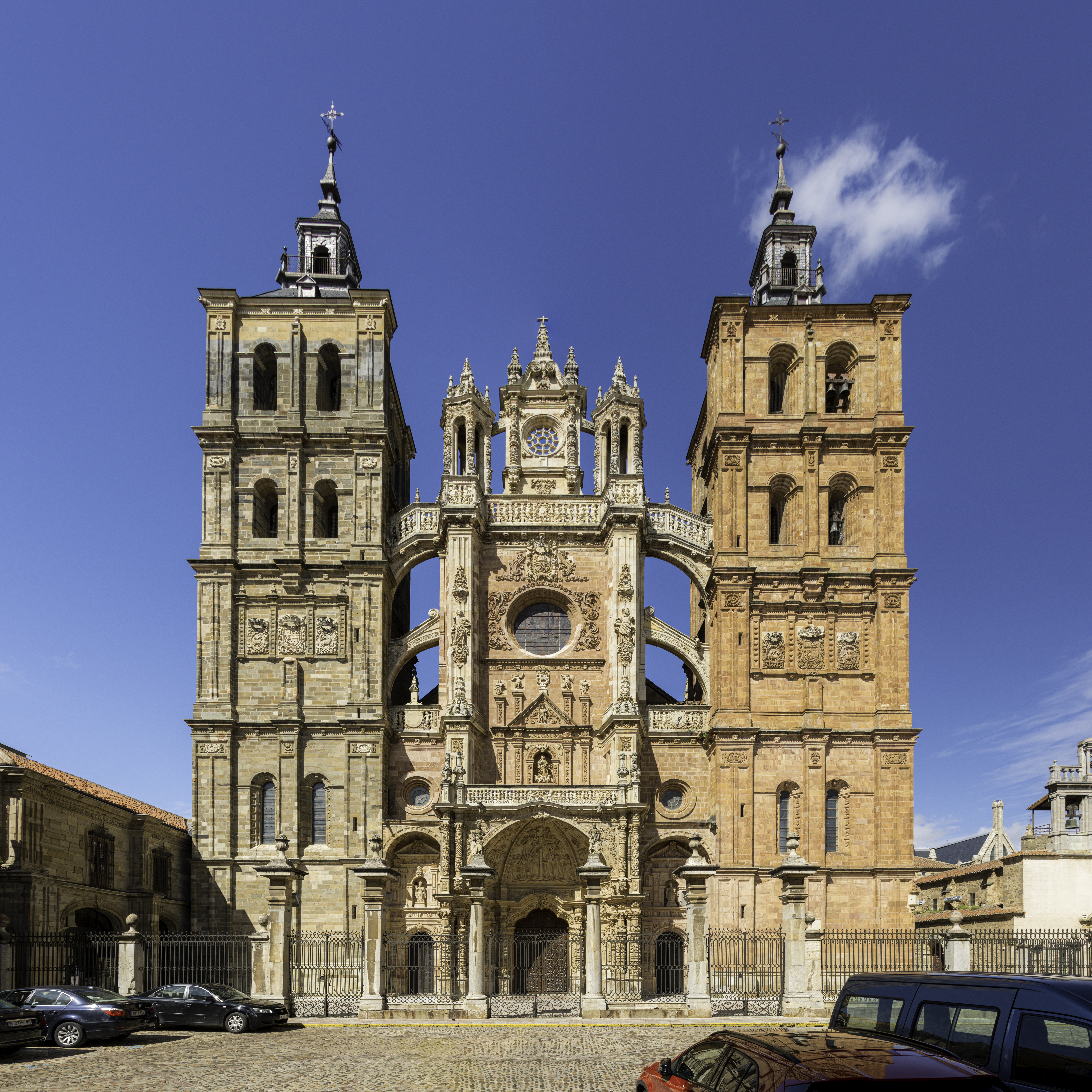
Fassade

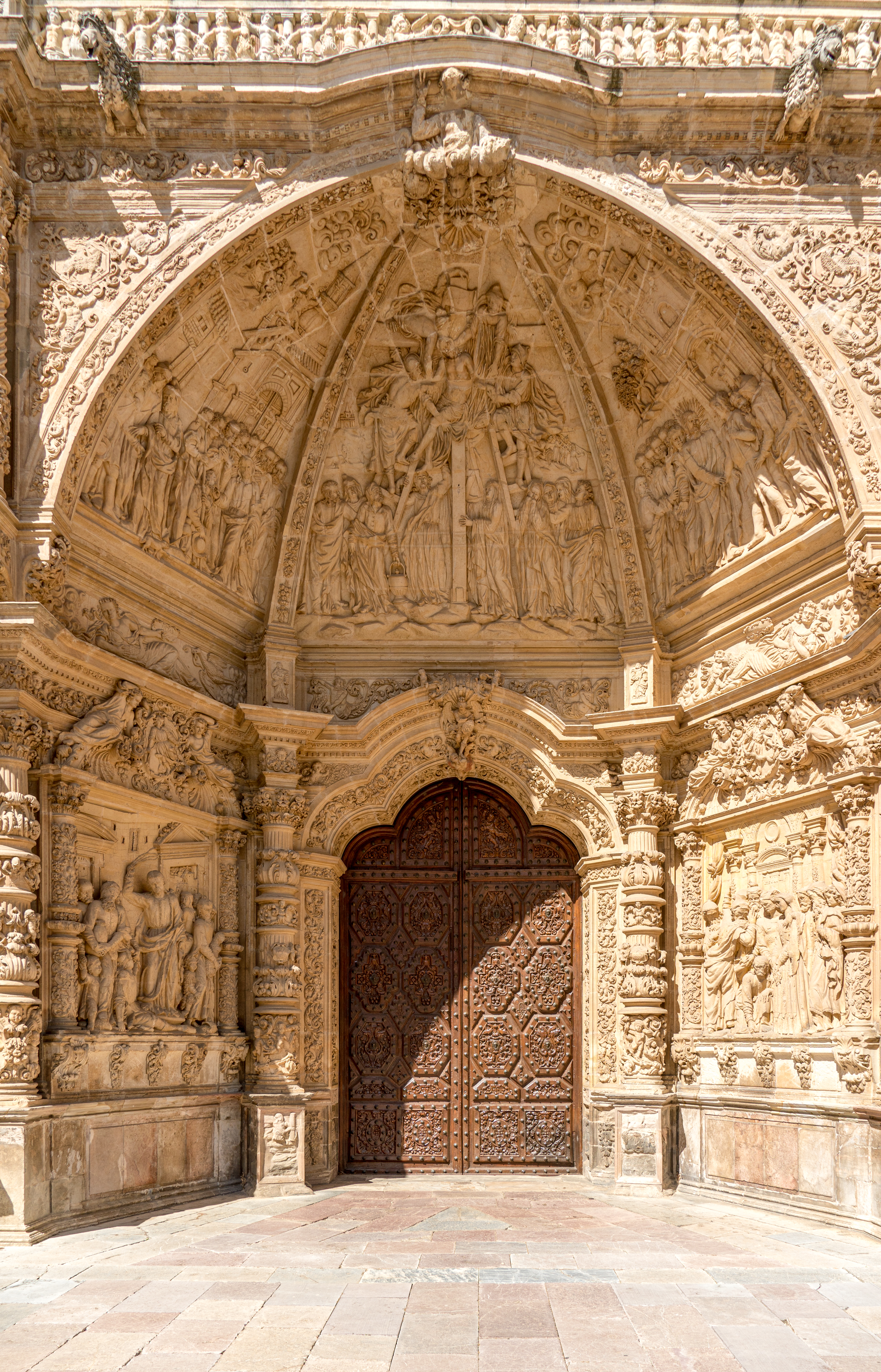
Hauptportal

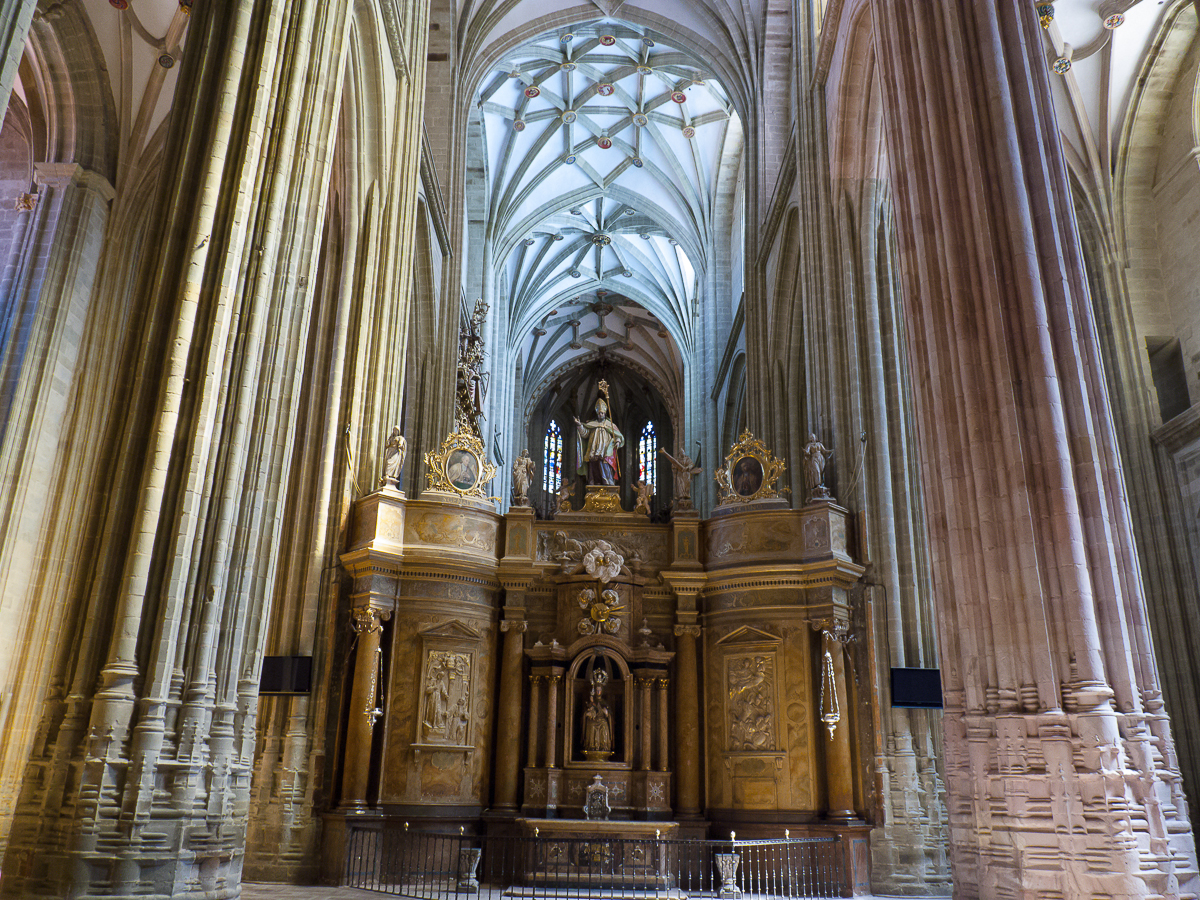
Mittelschiff mit Retrochor

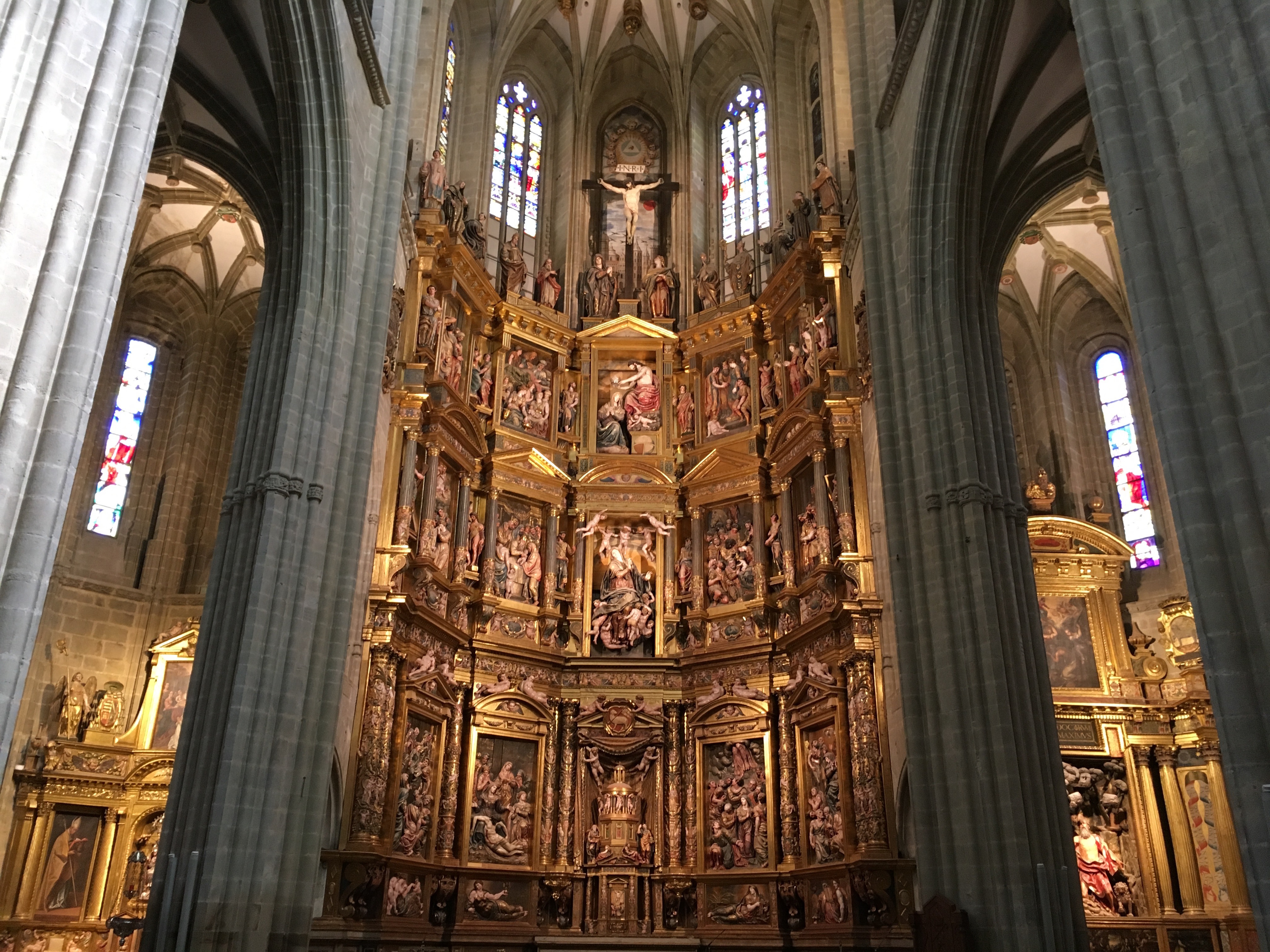
Altarretabel

Die Kathedrale von Astorga ist eine spätgotische Bischofskirche in der Stadt Astorga in der Autonomen Gemeinschaft Kastilien-León im Nordwesten Spaniens. Als Teil des Jakobswegs (Camino Francés) gehört sie seit dem Jahr 1993 zum UNESCO-Welterbe.

## Lage
Die Kathedrale liegt auf dem höchsten Punkt der Altstadt der nur etwa 10.000 Einwohner zählenden Stadt Astorga in einer Höhe von ca. 870 m. In unmittelbarer Nachbarschaft befindet sich der von Antoni Gaudí und seinem Nachfolger Ricardo García Guereta in den Jahren 1887 bis 1914 erbaute Bischofspalast.

## Geschichte
Das Bistum Astorga entstand bereits im 2./3. Jahrhundert und ist somit das wahrscheinlich älteste Bistum Spaniens. Nach dem Abriss eines romanischen Vorgängerbaus wurde der Grundstein der heutigen spätgotischen Kathedrale im Jahr 1471 gelegt, wobei jedoch die Grundmauern und damit auch die Maße der alten Kathedrale erhalten blieben. Als Architekten und Baumeister werden häufig die in Burgos ansässigen Johannes von Köln (um 1410–1480) und sein Sohn Simon von Köln (um 1455–1511) genannt, doch auch Rodrigo Gil de Hontañón wird oftmals erwähnt.

## Architektur
Die imposante dreiportalige Südwestfassade mit ihren zwei vom Kernbau losgelösten und zu unterschiedlichen Zeiten (Nordturm 17.–20. Jh., Südturm um 1700) fertiggestellten Glockentürmen (campanarios) ist der etwa gleichzeitig vollendeten Fassade der nur etwa 50 km entfernten Kathedrale von León sehr ähnlich; die beiden Laternenaufsätze sind jedoch Hinzufügungen aus der Zeit des Barock. Die in drei – nach oben spitz zulaufende – vertikale Felder unterteilte Kalotte des barocken Mittelportals enthält Szenen aus dem Neuen Testament (z. B. eine Kreuzabnahme). Im Innern zeigt die dreischiffige Kathedrale einen basilikalen Aufriss; die Rippen der Sterngewölbe ruhen auf Bündelpfeilern. Die Seitenkapellen dienten sowohl der Finanzierung als auch der Stabilisierung des Bauwerks.

## Ausstattung
Die Kathedrale beherbergt zahlreiche Ausstattungsgegenstände, wobei der barocke Retrochor eine spätere Hinzufügung darstellt. Besonders hervorzuheben ist das im 16. Jahrhundert geschaffene Chorgestühl (sillería) und das vom Bildhauer Gaspar Becerra und seinen Werkstattmitarbeitern in den Jahren zwischen 1558 und 1562 geschaffene figurenreiche Altarretabel (retablo) in der Mittelapsis. Einige Bleiglasfenster stammen ebenfalls noch aus dem 16. Jahrhundert; die meisten sind jedoch ca. 400 Jahre jünger.

## Kreuzgang
Der in der Mitte des 18. Jahrhunderts auf der Nordseite angefügte und weitgehend schmucklose klassizistische Kreuzgang (claustro) diente dem Gebet der Kleriker und Domherren.

## Museum
Das an den Kreuzgang anschließende Kathedralmuseum präsentiert Skulpturen etc., die mit der Geschichte der Kathedrale in Verbindung stehen.